# 象山港跨海大桥
象山港跨海大桥是浙江省宁波市建设中的一座市郊铁路跨海大桥，也是中国大陆首座市域铁路跨海大桥。桥梁连接宁波市鄞州区和象山县，位于宁波轨道交通12号线鄞州咸祥站与象山贤庠站区间。桥梁与象山港大桥相距50米，同高速大桥均采用双塔斜拉桥作为桥型且外观相近。象山港跨海大桥全长8291米，其中海上长6110米。主桥采用双塔斜拉桥，全长1376米，其中主跨688米，边跨262米。桥梁为宁象线的控制性工程，于2023年2月8日正式开工建设，计划于2027年投用。